# 尼古拉斯·羅薩德
尼古拉斯·羅薩德（法語：Nicolas Rossard；1990年5月23日—）是一位法國排球運動員。他在場上的位置是自由人。他代表法國國家男子排球隊參賽，隨隊參加過2015年歐洲運動會和2015年歐洲男子排球錦標賽。